# ياهو! فايننس
ياهو! فايننس (ياهو! المالي) هي إحدى الوسائط التي تملكها شبكة Yahoo! التي امتلكتها شركة فيريزون ميديا منذ عام 2017. يوفر الموقع الأخبار المالية والبيانات والتعليقات بما في ذلك أسعار الأسهم والبيانات الصحفية والتقارير المالية. كما يقدم بعض أدوات الويب لإدارة التمويل الشخصي. بالإضافة إلى نشر محتوى من مواقع ويب أخرى شريكة. ويذكر أن صحفيي الموقع العاملين ينشرون قصصًا أصيلة. صنّف موقع سميلارويب ياهوّ فايننس في المرتبة 15 في قائمة أكبر المواقع الإخبارية والإعلامية.

## روابط خارجية
- ياهو! فايننس